# کوتلوواتس
کوتلوواتس (به صربی: Kutlovac) یک منطقهٔ مسکونی در صربستان است که در بلاتسه واقع شده‌است. کوتلوواتس ۱۸۰ نفر جمعیت دارد.